# Le Bagnard (jeu vidéo)
Pour les articles homonymes, voir Le Bagnard.
Le Bagnard (Bagman en anglais) est un jeu de plates-formes développé et édité par Valadon Automation uniquement sur borne d'arcade en 1982. C'est le premier jeu vidéo entièrement créé par une entreprise française. Le jeu est distribué en Amérique du Nord par Stern Electronics sous le nom Bagman,.

Logo de Bagman

Un clone du jeu est publié sous le titre Gilligan's Gold en 1984 par Ocean Software sur Amstrad CPC, Commodore 64, et ZX Spectrum.
Le Bagnard connaît une suite appelée Super Bagman sortie en 1984 sur borne d'arcade,,